# Donje Sinkovce
Donje Sinkovce je naselje u gradu Leskovcu, Jablanički upravni okrug, Srbija. Prema popisu iz 2022. godine u Donjem Sinkovcu je živjelo 1405 stanovnika.